# GdW Bundesverband deutscher Wohnungs- und Immobilienunternehmen

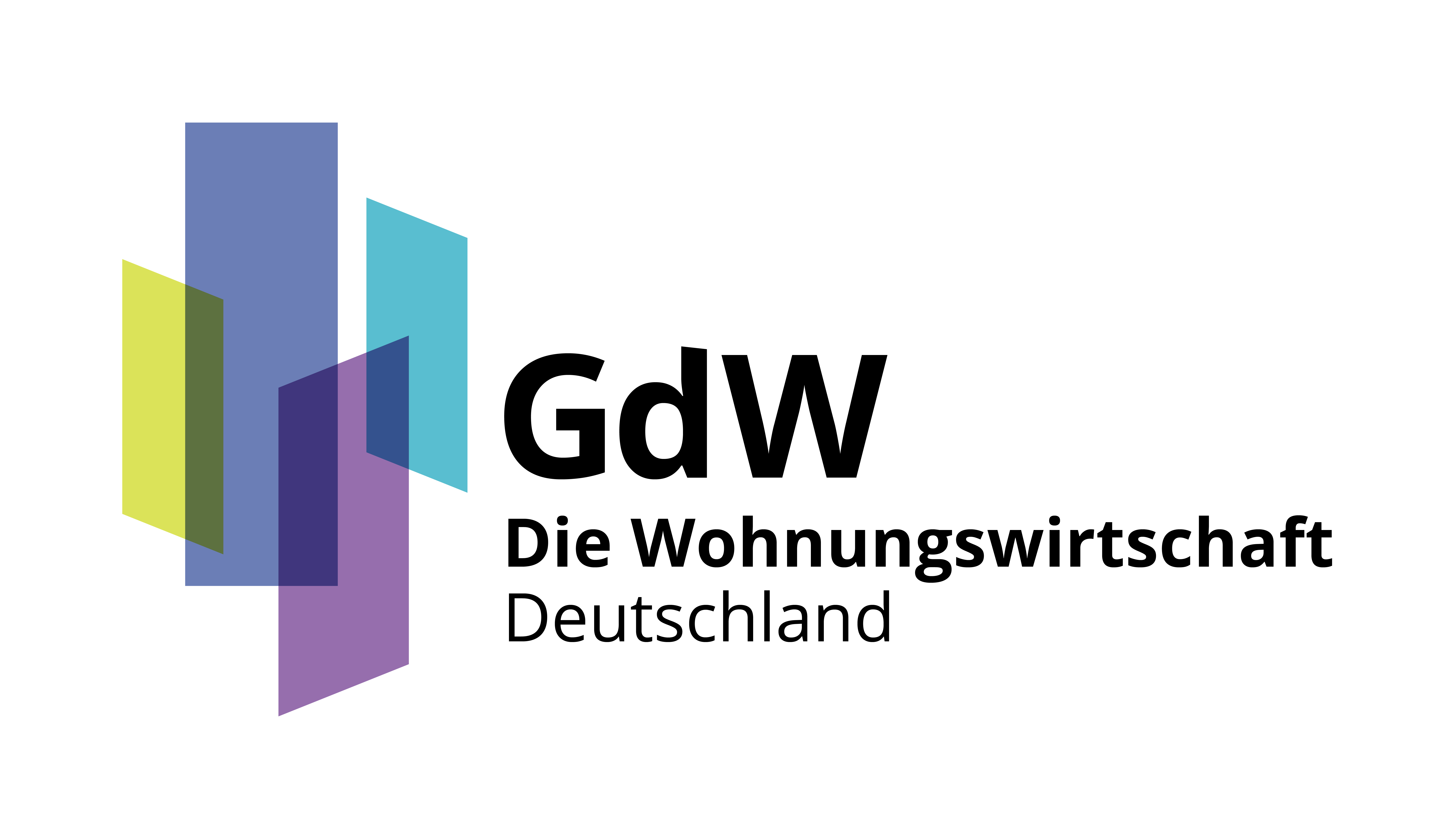
Logo des GdW

Der GdW Bundesverband deutscher Wohnungs- und Immobilienunternehmen e. V. ist ein auf Bundesebene angesiedelter Fach- und Interessenverband der Wohnungswirtschaft in Deutschland. Er hat seinen Sitz in Berlin und die Rechtsform eines eingetragenen Vereins. Der GdW ist der Spitzenverband der deutschen Wohnungswirtschaft.
Der GdW (ursprünglich: Gesamtverband deutscher Wohnungsunternehmen) ist der direkte Nachfolger des GGW, des Gesamtverband gemeinnütziger Wohnungsunternehmen, welcher infolge der Abschaffung der Wohnungsgemeinnützigkeit 1989 umbenannt wurde und sich umorientierte. Er vertritt weiterhin viele der ehemals gemeinnützigen Wohnungsunternehmen, welche, im Vergleich zu den Zeiten der Wohnungsgemeinnützigkeit, vielfach zu großen börsennotierten Unternehmen mit einer stärkeren Marktorientierung angewachsen sind.

## Organisation / Mitglieder
Der Dachverband GDW ist in 13 Regionalverbänden organisiert. Diese sind ordentliche Mitglieder des Vereins. Daneben hat der Verein (Stand Oktober 2023) 40 außerordentliche Mitglieder, zumeist im Bereich der Wohnungswirtschaft tätige Unternehmen.
Die 13 Regionalverbände haben rund 3.000 Mitglieder. Sie repräsentieren zusammen einen Bestand von ca. 6 Mio. Wohnungen, das entspricht rund 17 % des gesamten bzw. 30 % des Mietwohnungsbestandes in Deutschland.
Zu den 13 Regionalverbänden des GdW gehören:
| vbw         | Verband baden-württembergischer Wohnungs- und Immobilienunternehmen        |
| VdW Bayern  | Verband bayerischer Wohnungsunternehmen                                    |
| VdW südwest | Verband der Südwestdeutschen Wohnungswirtschaft                            |
| vdw         | Verband der Wohnungswirtschaft Sachsen-Anhalt                              |
| vdwg        | Verband der Wohnungsgenossenschaften Sachsen-Anhalt                        |
| BBU         | BBU Verband Berlin-Brandenburgischer Wohnungsunternehmen                   |
| vdw         | Verband der Wohnungs- und Immobilienwirtschaft in Niedersachsen und Bremen |
| VdW         | Verband der Wohnungs- und Immobilienwirtschaft Rheinland Westfalen         |
| vdw Sachsen | Verband der Wohnungs- und Immobilienwirtschaft                             |
| VSWG        | Verband Sächsischer Wohnungsgenossenschaften                               |
| VNW         | Verband norddeutscher Wohnungsunternehmen                                  |
| vtw.        | Verband Thüringer Wohnungs- und Immobilienwirtschaft                       |
| VdW saar    | Verband der saarländischen Wohnungs- und Immobilienwirtschaft              |

## Wohnungsunternehmen
Die über die Regionalverbände des GdW betreuten Wohnungsunternehmen gehören folgenden Sparten an:
- Wohnungsgenossenschaften
- Kommunale Wohnungsgesellschaften
- Öffentliche Wohnungsgesellschaften des Bundes und der Länder
- Wohnungsgesellschaften der Privatwirtschaft
- Kirchliche Wohnungsunternehmen
- Sonstige Wohnungsunternehmen

## Organisationen
Der Verband ist Mitglied im Netzwerk Europäische Bewegung und in der 2012 gegründeten Bundesarbeitsgemeinschaft Immobilienwirtschaft Deutschland. Bis 2012 war er Mitglied in der Bundesvereinigung Spitzenverbände der Immobilienwirtschaft.